# Magnetawan
Magnetawan es un municipio canadiense situado en la provincia de Ontario.

## Superficie
Magnetawan tiene una superficie de 526,31 km².

## Demografía
En 2021, tenía 1753 habitantes, una densidad poblacional de 3,3 hab./km², y 1717 viviendas.